# Acyrthosiphon moltshanovi
Acyrthosiphon moltshanovi är en insektsart. Acyrthosiphon moltshanovi ingår i släktet Acyrthosiphon och familjen långrörsbladlöss. Inga underarter finns listade i Catalogue of Life.